# Tony T.

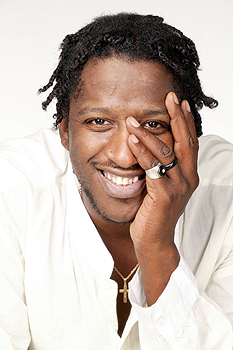
Tony T

Tony T (bürgerlich Neal Antone Dyer; * 1971 in London) ist ein britischer Sänger und Rapper. Er wurde durch Projekte wie Beat System oder R.I.O. bekannt.

## Leben
Seine Eltern stammen beide aus Jamaika. Schon in jüngeren Jahren interessierte er sich für Musik und lebte, nachdem er auszog, in Brooklyn, New York. Mit einer Gitarre, die er im Alter von fünf Jahren bekam, spielte er den Soundtrack von Grease. Neal Antone brachte sich selber auch das Keyboard-, Flöte- und Schlagzeugspielen bei.
In der 1980er-Breakdance-Szene begann er erstmals Rap-Texte zu schreiben und zu tanzen. Im Alter von 14 Jahren begann er eine Karriere als DJ und wurde bereits zwei Jahre später, im Jahre 1986, als er nach Deutschland zog, als Resident-DJ im Club Gaslight angeheuert.
In Mühlheim begann er zunächst eine Ausbildung als Maler und Lackierer. „Sechs Monate lang durfte ich nur Heizungen streichen – da habe ich gekündigt.“, sagte er der WZ (West-Deutschen Zeitung).
Innerhalb eines Jahres reiste Neal Antone aka Tony T von Studio zu Studio und verlieh seine Vocals für verschiedene Musik-Produktionen, darunter für Singles wie Micha Moors Club-Hit Space im Jahre 2007, während er gleichzeitig weiterhin als MC und DJ in zahlreichen Clubs in ganz Europa auftrat.

## Karriere

### 1994: ProjektBeat System
Anfang der 1990er Jahre brachte er seine Singles gemeinsam mit verschiedenen Produzenten unter dem Namen Beat System heraus. Seine erste Single unter dem Pseudonym erschien im Jahre 1986 als Weißmuster. The Noise Dance gab es als Limited Edition und nur in Deutschland. Erst 1994 folgten die beiden Singles Dance Romance und Dance Romance Chapter Two beim deutschen Plattenlabel Insania Records. Geschrieben wurden die Titel von C. Kowatsch und Wormit. Darauf folgte 1995 eine weitere Single mit dem Titel Stay with Me, die von Axel Breitung produziert wurde. Der erste Charthit gelang dem Projekt 1996, nach dem Wechsel zum Label Blow Up, mit einer Coverversion des Liedes Fresh, das ursprünglich von Kool & The Gang stammte. Auch die nächste Single Reggaenight, eine Coverversion des Jimmy-Cliff-Hits, erreichte die deutschen Singlecharts. 1997 erschien bei Intercord ein vollständiges Album unter dem Namen Refreshiator. Danach wurde das Projekt beendet.
Im Jahr 2014 wurde das Projekt von Dyer und der Sängerin NadiaPartyka erstmals wieder, unter dem Namen „BeatSistem“, ins Leben gerufen. Der erste Track wurde in Zusammenarbeit mit dem DJ Johan K veröffentlicht. Er trägt den Namen Let Us Play. Das Projekt wurde nur wenige Monate später wieder aufgelöst.

### 2008–2012: Karriere mitR.I.O.
Anfang 2008 nahm er an dem deutschen Dance-Projekt R.I.O. teil. Es bestand bisher aus Yanou alias Yann Pfeifer und Manian alias Manuel Reuther, die bereits als R.I.O. ihre Debüt-Single De Janeiro / R.I.O. veröffentlicht hatten. Schon ihre erste gemeinsame Single Shine On wurde ein internationaler Hit. Er schaffte es bis an die Spitze der Dance-Charts und auf Platz 1 der israelischen Jahrescharts 2008 und war auch in den offiziellen Hitparaden ganz Europas vertreten. Darauf folgten weitere Hits wie When the Sun Comes Down, Hot Girl, Like I Love You oder Miss Sunshine. 2011 erschien der Song Turn This Club Around, der erste Song der es in Deutschland, Österreich und der Schweiz bis in die Top 5 schaffte. Auch die Nachfolger Single Animal konnte sämtliche Charts erreichen.

### 2012: Solokarriere
2012 trennte sich Tony T. nach fünf Jahren von R.I.O. um eine Solo-Karriere zu starten. Schon kurz darauf veröffentlichte er seine Single Way to Rio. Der Song enthält den R.I.O.-Reggae-Stil aus dem Jahre 2008. Jedoch blieb die Single ein eher kleinerer Erfolg.
Im Sommer 2012 arbeitete er mit Darius & Finlay zusammen. Dabei entstand der Titel Phenomenon und konnte bereits nach einer Woche in die Top-30 der Österreichischen Charts einsteigen. Dort erreichte er Platz 26 und war insgesamt drei Wochen dort zu finden.
Gemeinsam mit Soulwash veröffentlichte er am 14. September 2012 den Song No Games. Er ist ein Cover des gleichnamigen Tracks von Serani aus dem Jahre 2008. Zudem wurde er in drei Varianten aufgenommen. Zum einen in einer Reggae-Version die dem Original sehr ähnelt, zudem gab es eine Französische und eine Dance-Version, die vom Dance-Projekt Al King gemixt wurde und zum Titelsong wurde.
Früh im Jahre 2013 wurde bekannt gegeben, dass er zusammen mit dem, durch DSDS-Drittplatzierten, Sänger Ardian Bujupi einen Song aufnehmen würde. Dieser trägt den Titel Want U Now und wurde schließlich am 31. Mai 2013 veröffentlicht.

### 2013-heute: DNGRS Crew / weiterer Verlauf als Solo-Künstler
Im Mai 2013 gründete er gemeinsam mit dem simbabwischen Rapper Carlprit und den Söhne-Mannheims-Rappern Marlon B. und Metaphysics die Band DNGRS Crew, kurz für Dangerous Crew. Ihre erste Single nahmen sie gemeinsam mit DJ Mase auf. Sie erschien am 24. Mai 2013 über Kontor Records.
Auf dem im Juni 2013 veröffentlichten Album Summer Is Here von Darius & Finlay war ein Song namens Give Me Your Love enthalten. Bei diesem wirkte er als Sänger mit. Jedoch erschien dieser bisher nicht als eigene Single, sondern ist lediglich als Album-Track zu erhalten. Zudem wurde noch keine Original-Version, sondern nur der Club Mix veröffentlicht.
Am 28. Juni 2013 erschienen mehrere Songs, bei denen er als Gastmusiker mitwirkt, als Single. Mit Mike Candys und Evelyn kam Everybody heraus. Mit den Bodybangers erschien Breaking the Ice und gemeinsam mit Steve Modana veröffentlichte er Crazy.
Über Kontor Records wurde am 2. August 2013 der Titel Work, in einer Remix Version von E-Partment veröffentlicht. Hierbei wirkt er als Gastmusiker mit S.O.H.O. und dem US-amerikanischen Rapper Flo Rida mit. Flo Rida Part wurde jedoch nicht Original eingesungen, sondern von einem seiner eigenen Songs übernommen.
Zusammen mit Sasha Lopez und Big Ali nahm er im Sommer den Titel Beautiful Life auf. Das Musikvideo erschien bereits im Juni. Eine Veröffentlichung war ursprünglich für Juli 2013 geplant, allerdings konnte diese wegen unbekannten Gründe nicht stattfinden. Letztendlich erschien der Titel am 16. August 2013.
Nach einem großen Erfolg in den Clubs mit dem Lied Breaking the Ice, nahmen sich die Bodybangers und Tony T vor einen weiteren Titel zusammen aufzunehmen. Daraus entstand ein Cover des Songs Break My Stride von Matthew Wilder aus dem Jahr 1983. Der Track erschien unter selben Namen am 16. August 2013. Der Song stieg innerhalb einer Woche in die Single-Charts verschiedener Länder und bereits vor der Veröffentlichung in sämtliche DJ- und Dance-Charts ein.
2014 gab es eine weitere Reihe von Gastbeiträgen. Darunter entstand eine Single mit dem damaligen Bachelor Paul Janke, der sich als DJ versuchte und mit Toy T. das Lied I Wanna Live in Brazil auf, das als WM-Song fungieren sollte. Nach dem Sieg der Weltmeisterschaft wurde das Lied umgeschrieben und mit deutschem Text erschien das Lied Der 4. Stern. Ebenfalls veröffentlichte er nach dem Erfolg mit dem Lied Crazy eine zweite gemeinsame Single mit dem deutschen DJ und Produzenten Steve Modana. Des Weiteren erschienen das Lied We Came To Party mit Manuel Baccano und Alpha, Here It Tonight mit ONdray und der World-Cup-Song Count Your Blessings mit Alessio Pras.
Später im Jahre 2014 begann er eine Reihe von Liedern mit der Sängerin Alba Kras aufzunehmen. Noch im Herbst bis Winter 2014 erschienen die kommerziell erfolgreichen Tracks Summer Summer und Have It All Tonight mit Johan K, Life Is Better mit Sean Finn, Hot Game Manuel Baccano sowie ihre Solo-Single Life. Trotz vieler Aufrufe auf YouTube und häufiger Plays im Radio erreichte das Lied keine Platzierungen in den Single-Charts.

## Diskografie

### Studioalben
| Jahr | Titel Musiklabel                                       | Höchstplatzierung, Gesamtwochen, AuszeichnungChartsChartplatzierungen (Jahr, Titel, Musiklabel, Platzierungen, Wochen, Auszeichnungen, Anmerkungen) | Anmerkungen                                       |
| Jahr | Titel Musiklabel                                       | CH | Anmerkungen                                       |
| ---- | ------------------------------------------------------ | --- | ------------------------------------------------- |
| 1996 | Refreshiator –                                         | — | Erstveröffentlichung: 1996 als Beat System        |
| 2010 | Shine On (The Album) Zooland Records                   | — | Erstveröffentlichung: 19. Februar 2010 mit R.I.O. |
| 2011 | Sunshine Zooland Records                               | CH49 (2 Wo.)CH | Erstveröffentlichung: 13. Mai 2011 mit R.I.O.     |
| 2011 | Turn This Club Around Zooland Records / Kontor Records | CH80 (1 Wo.)CH | Erstveröffentlichung: 2. Dezember 2011 mit R.I.O. |

### Singles
| Jahr | Titel Album                                  | Höchstplatzierung, Gesamtwochen, AuszeichnungChartplatzierungen (Jahr, Titel, Album, Platzierungen, Wochen, Auszeichnungen, Anmerkungen) | Höchstplatzierung, Gesamtwochen, AuszeichnungChartplatzierungen (Jahr, Titel, Album, Platzierungen, Wochen, Auszeichnungen, Anmerkungen) | Höchstplatzierung, Gesamtwochen, AuszeichnungChartplatzierungen (Jahr, Titel, Album, Platzierungen, Wochen, Auszeichnungen, Anmerkungen) | Höchstplatzierung, Gesamtwochen, AuszeichnungChartplatzierungen (Jahr, Titel, Album, Platzierungen, Wochen, Auszeichnungen, Anmerkungen) | Anmerkungen                                                                           |
| Jahr | Titel Album                                  | DE | AT | CH | UK | Anmerkungen                                                                           |
| ---- | -------------------------------------------- | --- | --- | --- | --- | ------------------------------------------------------------------------------------- |
| 1996 | Fresh Refreshiator                           | DE32 (20 Wo.)DE | AT29 (3 Wo.)AT | — | — | Erstveröffentlichung: 22. April 1996 als Beat System                                  |
| 1996 | Reggaenight Refreshiator                     | DE93 (2 Wo.)DE | — | — | — | Erstveröffentlichung: 30. September 1996 als Beat System                              |
| 2008 | Shine On Shine On (The Album)                | DE25 (20 Wo.)DE | AT21 (23 Wo.)AT | CH17 (51 Wo.)CH | — | Erstveröffentlichung: 4. Juli 2008 mit R.I.O.                                         |
| 2008 | When the Sun Comes Down Shine On (The Album) | DE63 (8 Wo.)DE | AT54 (7 Wo.)AT | CH62 (4 Wo.)CH | — | Erstveröffentlichung: 19. Dezember 2008 mit R.I.O.                                    |
| 2009 | After the Love Shine On (The Album)          | DE65 (4 Wo.)DE | AT41 (2 Wo.)AT | — | — | Erstveröffentlichung: 24. Juli 2009 mit R.I.O.                                        |
| 2009 | Serenade Shine On (The Album)                | DE97 (1 Wo.)DE | — | — | — | Erstveröffentlichung: 20. November 2009 mit R.I.O.                                    |
| 2011 | Like I Love You Sunshine                     | DE31 (7 Wo.)DE | AT35 (18 Wo.)AT | CH69 (1 Wo.)CH | — | Erstveröffentlichung: 11. Februar 2011 mit R.I.O.                                     |
| 2011 | Miss Sunshine Sunshine                       | DE50 (8 Wo.)DE | AT44 (4 Wo.)AT | CH43 (2 Wo.)CH | — | Erstveröffentlichung: 27. Mai 2011 mit R.I.O.                                         |
| 2011 | Turn This Club Around                        | DE3 (27 Wo.)DE | AT5 (20 Wo.)AT | CH1 (20 Wo.)CH | UK36 (3 Wo.)UK | Erstveröffentlichung: 30. September 2011 mit R.I.O. feat. U-Jean; Verkäufe: + 150.000 |
| 2011 | Animal Turn This Club Around                 | DE48 (17 Wo.)DE | AT33 (11 Wo.)AT | CH51 (2 Wo.)CH | — | Erstveröffentlichung: 2. Dezember 2011 mit R.I.O. feat. U-Jean                        |
| 2012 | Phenomenon –                                 | — | AT26 (3 Wo.)AT | — | — | Erstveröffentlichung: 3. August 2012 mit Darius & Finlay                              |
| 2013 | Everybody –                                  | DE40 (8 Wo.)DE | AT14 (7 Wo.)AT | CH11 (10 Wo.)CH | — | Erstveröffentlichung: 28. Juni 2013 mit Mike Candys & Evelyn                          |
| 2013 | Break My Stride –                            | DE90 (1 Wo.)DE | AT62 (1 Wo.)AT | — | — | Erstveröffentlichung: 16. August 2013 mit Bodybangers                                 |

### Weitere Singles
Als Beat System
- 1986: The Noise Dance
- 1993: Dance Romance
- 1994: Dance Romance Chapter Two
- 1995: Stay with Me (Tell Me That You Love Me)
- 1996: Fresh
- 1996: Reggaenight
- 1997: What’s Going On (In Your Mind)
- 1997: No Limit ’97
- 2014: Let Us Play (mit Johan K)
- 2015: Maniac (mit Discotek & Side-B)
- 2015: Come With Me (mit Discotek & Side-B)

Mit R.I.O.
- 2010: Something About You/Watching You (feat. Liz Kay)
- 2010: One Heart/Can You Feel It/Lay Down
- 2010: Hot Girl
- 2011: One More Night

Mit Future City
- 1993: Let Your Body
- 1994: Infactuation
- 1995: Only Love

Als Solo-Künstler
- 1994: The Beat (als Dancenetgic)
- 1994: Feel The Vibe (mit Afrika Bambaataa Presents Khayan & The New World Power)
- 1995: Spirit Of The Night (als HAD)
- 1996: Nothing Matters (als Interface)
- 2011: Jammin (mit Guru Da Beat)
- 2012: Just 1 Click (mit Iraj & Konaa T feat. Markia)
- 2012: Get Down (mit Guru Da Beat & Jay Smith)
- 2012: Way to Rio
- 2012: No Games (mit Soulwash)
- 2013: Surrounded (vs. Yves Larock)
- 2013: Dangerous (mit Carlprit, Metaphysics und Marlon B. als DNGRS Crew; vs. DJ Mase)
- 2013: Breaking the Ice (mit Bodybangers)
- 2013: Break My Stride (mit Bodybangers & Victoria Kern)
- 2013: Beautiful Life (mit Sasha Lopez & Big Ali)
- 2013: Crazy (mit Steve Modana)
- 2013: Work (mit S.O.H.O. feat. Flo Rida)
- 2013: Want U Now (mit Ardian Bujupi)
- 2013: Fire! (mit WaWa)
- 2013: Feel It in My Heart (mit DJ Maxx Fiesta)
- 2013: Famous (mit Robert M., Matheo, Akon & Desa)
- 2013: Feel It (mit Jack Holiday, B-Case & Nico Santos)
- 2014: Crazy Cowboy (mit Jose AM & Albert Kick)
- 2014: Count Your Blessings (World Cup 2014 Song) (mit Alessio Pras)
- 2014: Superstar Traveller
- 2014: I Wanna Live in Brazil (mit Paul Janke)
- 2014: Der 4. Stern (mit Paul Janke)
- 2014: We Came To Party! (mit Manuel Baccano & Alpha)
- 2014: Heaven (mit Steve Modana)
- 2014: Hear It Tonight (mit ONdray)
- 2014: Aicha (Shine On) (mit Sydney 7 & DJ Big)
- 2014: Home Soon (mit MoDJ)
- 2014: Summer Summer (mit Johan K & Alba Kras)
- 2014: Hot Game (mit Manuel Baccano & Alba Kras)
- 2014: Life (mit Alba Kras)
- 2015: Do It Do It (mit Johan K & Alba Kras)
- 2015: Free Yourself (mit Johan K & Alba Kras)
- 2015: Live Your Life (mit Alessio Pras)
- 2016: #1 (mit Ian Turner)
- 2016: Crazy (mit BBX & Alba Kras)
- 2016: Summer (mit DJ Aldo)
- 2016: A New Day (vs. Simone Di Bella & Penn Side)
- 2016: Boom Boom (mit DJ Combo, Papajam & DJ Rephael)
- 2016: King of the World (mit Luke K feat. Acero MC)
- 2016: Creator (mit Ian Turner)
- 2016: You Only (mit Ertila Koka)
- 2016: Like A Bomba (mit Denorecords & MC Xhedo)
- 2017: Happy People (mit DJ Combo, Alba Kras, Sherman De Vries & DJ Raphael)
- 2018: Addicton (mit Marsal Ventura, Anmau & Alba Kras)
- 2018: Running Home (mit Infinity DJs)
- 2018: Summer Time (mit Stephan F)
- 2019: Just be my Baby (mit Yunberg)
- 2019: Going Crazy (mit J7J)
- 2019: Okonisha (mit Yves Larock & Topo La Maskara)
- 2019: She’s the One (mit Mike Moonnight)